# Trans-Himalaya Cycling Race
La Trans-Himalaya Cycling Race est une compétition cycliste masculine par étapes disputée en Chine dans la Région autonome du Tibet depuis 2023. 

## Généralités
La première édition est courue du 14 au 16 octobre 2023. Cette course cycliste fait partie de l'UCI Asia Tour depuis 2023, en catégorie 2.2, puis en catégorie 2.1 depuis 2025. Les deux premières éditions se composent de trois étapes. L'édition 2025 est constituée de cinq étapes et se déroule du 6 au 10 août.

## Palmarès
| Année | Vainqueur      | Deuxième       | Troisième        |
| ----- | -------------- | -------------- | ---------------- |
| 2023  | Carlos Torres  | William Eaves  | Bai Lijun        |
| 2024  | Aaron Gate     | Petr Rikunov   | Luis Carlos Chía |
| 2025  | Raman Tsishkou | Omer Goldstein | Anatoliy Budyak  |